# Los Tarros
Los Tarros är en ort i Mexiko.   Den ligger i kommunen Técpan de Galeana och delstaten Guerrero, i den södra delen av landet, 300 km sydväst om huvudstaden Mexico City. Los Tarros ligger 19 meter över havet och antalet invånare är 110.
Terrängen runt Los Tarros är platt åt sydost, men norrut är den kuperad. Havet är nära Los Tarros söderut.  Närmaste större samhälle är San Luis de La Loma, 10,4 km nordväst om Los Tarros. 